# تاریخچه مختصر زوال (کتاب)
تاریخچه مختصر زوال یا مختصری از تاریخ زوال (انگلیسی: A Short History of Decay) کتابی فلسفی به قلمِ فیلسوف رومانیایی، امیل چوران است که در سال ۱۹۴۹ منتشر شد و نخستین اثرِ وِی به زبان فرانسوی است. این کتاب با لحنی هیچ‌انگارانه، شامل مجموعه‌ای از تأملات فلسفی دربارهٔ موضوعات گوناگون مانند تعصب، موسیقی و پیشرفت است. موضوع اصلی کتاب، مفهوم زوال است که ممکن است در افراد به صورت بیماری جسمی یا اختلال روانی و در جوامع به صورت زوال و دکادنس بروز کند.
چوران در سال ۱۹۳۷، کشور زادگاهش یعنی رومانی را به مقصد پاریس ترک کرد و تا پایان عمر در آنجا ماند. این مهاجرت، کار چوران را به دو دوره تقسیم می‌کند: یک دوره اولیه رومانیایی و یک دورهٔ بالغانهٔ فرانسوی. فاصله زمانی بین نقل مکان چوران و انتشار کتاب «تاریخچه مختصر زوال»، با جنگ جهانی دوم همزمان بود. چوران، یادگیریِ زبان فرانسوی را از سال ۱۹۳۷ تا ۱۹۴۹ ادامه داد تا زمانی که احساس کرد می‌تواند آثارش را به این زبان منتشر کند. در سال ۱۹۴۷، او کتاب «تاریخچه مختصر زوال» را به انتشارات گالیمار تحویل داد اما پسش گرفت تا بازنویسی‌اش کند. این کتاب سرانجام در سال ۱۹۴۹ منتشر شد. چوران فرایند یادگیری زبان فرانسه را «سخت‌ترین کار زندگی‌ام» توصیف کرد و آن را با «پوشیدن جلیقهٔ خفه‌کننده» مقایسه کرد.
«تاریخچه مختصر زوال»، برنده جایزه ریوارول، یک جایزه ادبی فرانسوی شد. کمیته جایزه شامل آندره ژید هم بود. هرچند چوران از پذیرش بیشتر جوایز ادبی‌ای که به او اهدا می‌شد، امتناع می‌ورزید اما جایزه ریوارول را به عنوان تقدیر از نخستین اثر فرانسوی‌اش، زبانی که تا آخر عمر به آن می‌نوشت، پذیرفت.
پس از «تاریخچه مختصر زوال»، دومین کتاب فرانسوی سیوران با عنوان «همه چیز از هم جداست» در سال ۱۹۵۲ منتشر شد.

## محتوا
متن شامل مجموعه‌ای از تأملات مختصر و مقالات کوتاه است که معمولاً از یک تا سه صفحه طول دارند و در شش فصل چیده شده‌اند. چوران با زبانی ادبی پیرامون موضوعات متعددی سخن می‌گوید. از مضامینی مانند نارضایتی از جهان، دیدگاه‌های او در مورد پوچی زندگی، تولدستیزی و احساسات ضد مسیحی.
چوران در فصل اول بر مضامین مبتنی بر مفهوم کلی زوال (افراد، جوامع و جهان) و ستایش شک می‌پردازد. به گفتهٔ سیوران، در برخی آرمان‌ها (به‌ویژه آرمان‌های مذهبی یا سیاسی)، شک بهتر از یقین است چون کسانی که به چنین آرمانی متقاعد شده‌اند، استعداد آدم‌کشی در راه آرمانشان را دارند.
چوران به دلیل علاقه‌اش به شَک، فروپاشی اجتماعی را تحسین می‌کند و به عنوان مثال به زوال یونان باستان، روم باستان و رژیم پیشینِ فرانسه (پیش از انقلاب فرانسه) اشاره می‌کند. به گفته چوران، چنین دوره‌های زوالی بهتر از دوران ثبات اجتماعی هستند، زیرا قطعیت‌های قدیمی را از بین می‌برند و باعث می‌شوند مردم دوباره دچار تردید و شک شوند.
چوران چندین بخش از این کتاب را به نوشته‌های دوره رومانیایی اولیه خود اختصاص داد. در یکی از این نوشته‌هایش، نگرش‌های مذهبی در اسپانیا و روسیه را بررسی می‌کند. به گفته چوران، اگرچه هر دو کشور سنت مسیحی دیرینه‌ای دارند، اما جمعیت‌های بی‌دین در هر دو کشور به عنوان مانعی برای ایده خدا عمل می‌کنند و سرزندگی و اهمیت فرهنگی جامعه‌شان را حفظ می‌کنند، حال آنکه این سرزندگی و اهمیت فرهنگی، در یک جمعیت مسیحیِ یکدست‌تر، کاهش می‌یابد. این متن، ویرایشی از قطعه‌ای است که در کتاب قبلی «اشک‌ها و قدیسان» آمده است. عبارت شاخص «اگر خدا یک غولِ تک‌چشم بود، اسپانیا چشمِ او می‌شد» در هر دو اثر یافت می‌شود.

### کتاب‌نامه
- Cioran, Emil (1975) [Originally published in 1949]. A Short History of Decay. Translated by Howard, Richard. Arcade. ISBN 978-1-61145-736-0. Foreword by Thacker, Eugene.